# 운요 (포함)
운요호(雲揚 うんよう[*], 운양호)는 일본 제국 해군의 군함이다. 원래 조슈번에서 영국에서 구매한 포함으로 운요호 사건의 계기가 된 함이다. 강철 철골에, 목조로 선체를 완성했다. 석탄 화력을 이용한 증기 기관과 2개의 돛으로 운행하는 메이지 시대의 슬루프형 포함이었다.

## 함력
운요호는 호쇼(鳳翔)와 함께 조슈번이 영국에서 1868년 구입한 소형 군함이다. 스코틀랜드 애버딘의 ‘알렉산더 홀 앤 선즈’에서 제작되어서, 1870년 2월에 ‘운요마루’(雲揚丸)라는 이름으로 조슈번에 인도되었다. 호쇼(鳳翔)의 배수량은 300톤 강이지만, 운요호의 배수량은 245톤으로 같은 크기의 목조 증기선이었다. 1870년 2월(메이지 3년 1월)에 구입하여 운요마루(雲揚丸)로 명명했다. 이듬해 1871년 5월 18일에 메이지 정부에 헌납하여, 1871년 7월 25일에 접수되었다. 그로 인해 병부성으로 소속이 바뀌어 ‘운요호’로 개명되었다.
1874년 5월, 사가의 난을 진압을 위해 출동했다.
1875년(메이지 8년), 조선과의 외교 교섭을 유리하게 진행하기 위해 ‘운요호’는 5월 10일에 도쿄만 시나가와 앞 바다를 출항하여, 25일 부산에 도착했다. 이 협상이 조선 정부로부터 거절당하자, 일본 정부는 다시 이노우에 요시카를 함장으로 운요호를 파견하여 군사적 도발을 감행하게 한다. 이것이 9월 20일부터 강화도에서 육상 포대와 교전하여 임시 포대를 점령한 ‘운요호 사건’이다. 이러한 도발은 결국 〈강화도 조약〉으로 이어지고, 일본 무역을 위해 조선의 문호를 개방하게 한다.
1876년, 하기의 난이 발발하자, 진압을 위해 회항 중 10월 31일에 기이국 아전포(阿田浦)에서 좌초되어 침몰하였고, 이듬해에 매각되었다.

## 함장
《일본해군사》(日本海軍史) 제9권에 장성 이력에 근거하면 다음과 같다.
- 아이우라 모토미치 (相浦紀道) 소좌 : 1872년 3월 3일 ~1872년 4월 14일
- 이노우에 요시카 (井上良馨) 소좌 : 1874년 10월 20일 ~ 1875년 10월 15일
- 타키야 나오토시 (瀧野直俊) 소좌 : 1875년 10월 17일 ~ 1877년 2월 28일

## 같이 보기
- 운요호 사건
- 강화도 조약

## 참고 문헌
- 해군역사보존회 『日本海軍史』 제7권, 제9권, 제10권, 第一法規出版、1995년
- 片桐大自 『聯合艦隊軍艦銘銘伝』 光人社, 1993년, ISBN 4-7698-0386-9
- Jane, Frederick Thomas. The Imperial Japanese Navy. Nabu Press (2010 POD reprint of 1923 edition) ISBN 1-142-91693-6
- Jentsura, Hansgeorg (1976). 《Warships of the Imperial Japanese Navy, 1869-1945》. Naval Institute Press. ISBN 0-87021-893-X.